# 北口寛人
北口 寛人（きたぐち ひろと、1965年〈昭和40年〉8月28日 - ）は、日本の政治家。兵庫県議会議員（4期）、元兵庫県明石市長（2期）。
父親は元兵庫県議会議員の北口進。

## 来歴・人物
兵庫県明石市二見町出身。明石市立二見中学校、白陵高等学校、慶應義塾大学経済学部卒業。1989年、三菱重工業に就職。
引退する父親の北口進の跡を継ぎ、1999年4月の兵庫県議会議員選挙に民主党公認で立候補し初当選。
明石市長の岡田進裕が明石花火大会歩道橋事故と明石砂浜陥没事故の責任をとり、2003年2月12日、市議会に4月30日付で辞職する旨の辞職願いを提出。これに伴い統一地方選挙の一環として4月27日に行われた明石市長選挙に立候補し、元神戸新聞記者の松本誠ら新人3人を破って初当選した。投票率は50.92％。2007年に再選。
2010年12月17日、市議会の問責決議を受ける。尾仲利治議員は「2006年12月定例市議会における退職金発言で市政に混乱を与えたこと」「明石淡路フェリーへの支援について、これまでの市議会での答弁が公文書と全く異なった発言であったこと」について責任があると議場で説明した。同日の答弁で北口は翌年の市長選への不出馬を表明し、2期8年で退任した。
2015年、兵庫県議会議員選挙に無所属で立候補し、通算2期目の当選。当選後、県議会の会派、自由民主党議員団に入団したが、党兵庫県連の議員名簿には北口の名は記載されていなかった。
2018年12月19日、任期満了に伴う明石市長選挙に立候補する意向を表明。
2019年2月2日、泉房穂市長が職員への暴言を理由に辞職。3月1日、泉の辞職に伴う出直し選挙に立候補する意向を改めて表明した。同17日、投開票の結果大差で落選した。
市長選挙落選後、2019年4月7日実施の兵庫県議会議員選挙明石市選挙区に、無所属で出馬を表明。同選挙でトップ当選し、県議会に返り咲いた。当選後自民党に入党。